# Penapis moldenkei
Penapis moldenkei är en biart som beskrevs av Bohart, Toro och Rozen 1997. Penapis moldenkei ingår i släktet Penapis och familjen vägbin. Inga underarter finns listade i Catalogue of Life.